# مطار لونغ ثانه الدولي
مطار لونغ ثانه الدولي (بالفيتنامية: Sân bay Quốc tế Long Thành)‏ هو مطار دولي قيد الإنشاء حاليًا في منطقة لونغ ثانه، فيتنام، على بعد حوالي 40 كم (25 ميل) شرق مدينة هو شي منه. وافقت الحكومة الفيتنامية على بنائه في 4 يناير 2021. بدأ البناء في اليوم التالي في 5 يناير 2021، ومن المقرر الانتهاء من مرحلته الأولى بحلول عام 2025. قدرة المطار القصوى تبلغ 100 مليون مسافر سنويًا. المشروع هو أغلى مشروع بنية تحتية في تاريخ فيتنام. سيصبح المطار الرئيسي للمدينة بدلًا من مطار تان سون نهات الدولي.